# Elena Zuasti
Elena Zuasti (* 18. Mai 1935 in Montevideo; † 8. April 2011 ebenda) war eine uruguayische Schauspielerin.

## Leben
Zuasti wurde 1935 in Montevideo geboren. Im Alter von 20 Jahren beendete sie erfolgreich eine Ausbildung an der EMAD, einer Schule für dramatische Künste, an der sie später auch leitende Dozentin war. Bis 1976 gehörte sie der Comèdia Nacional an. 1971 erhielt sie ein Stipendium der französischen Regierung. Drei Jahre später erfolgte eine Einladung in die USA. Von 1970 bis 1990 hatte sie eine Leitungsfunktion im Theater des Casa Municipal de Cultura inne. Zudem übernahm sie nach dem Tod Sergio Otermins den Posten als Direktor des Casa de Comedias.
Sie lehrte sie mehrere Jahrzehnte lang Stage Performance. Auch trat sie in der Compañía Teatral Italia Fausta und auf Comediantes.com auf.
Sie war eine der ersten Künstlerinnen, die im uruguayischen Radio auftrat und adaptierte mehrere europäische Stücke (u. a. von Samuel Beckett, Shakespeare, Calderón de la Barca, Roger Vitrac oder Voltaire), griff aber auch auf Werke einheimischer Autoren wie etwa Jorge Sclavo, Eduardo Sarlos oder Ana Magnabosco zurück.  Zuasti war auch eine TV- und Kinodarstellerin. So wirkte sie u. a. in El año del dragón, A cara o cruz und im Aldo-Garay-Film La espera (2002) mit. Für ihre Interpretation in La marquesa de Sade von Yukio Mishima wurde sie mit dem Florencio-Sánchez-Preis ausgezeichnet. Weitere Nominierungen für diesen Preis folgten 1999 für ihre schauspielerische Leistung in Greek und 2000 für La muerte de un viajante.
Sie starb am 8. April 2011 vermutlich an den Folgen eines Herzinfarktes, während sie auf der Bühne in der Rolle der Martiniana im Stück Barranca abajo auftrat.

## Filmografie
- 2001: El ojo en la nuca
- 2002: La espera
- 2004: Uruguayos campeones